# Bendi
Bendi is een bestuurslaag in het regentschap Ogan Komering Ulu Selatan van de provincie Zuid-Sumatra, Indonesië. Bendi telt 814 inwoners (volkstelling 2010).